# Ченаде (коммуна, Румыния)
Ченаде (рум. Cenade) — коммуна в составе жудеца Алба (Румыния).

## Состав
В состав коммуны входят следующие населённые пункты (данные о населении за 2002 год)::
- Ченаде (рум. Cenade) — 1005 жителей — административный центр коммуны
- Горган (рум. Gorgan) — 7 жителей
- Капу-Дялулуй (рум. Capu Dealului) — 3 жителя

## География
Коммуна расположена на расстоянии 243 км к северо-западу от Бухареста, 33 км к востоку от Алба-Юлии, 85 км к югу от Клуж-Напоки, 131 км к западу от Брашова.

## Население
По данным переписи населения 2002 года в коммуне проживали 1015 человек.
Национальный состав населения коммуны:
| Национальность | Кол-во человек | Процент |
| -------------- | -------------- | ------- |
| Румыны         | 889            | 87,6 %  |
| Немцы          | 59             | 5,8 %   |
| Цыгане         | 54             | 5,3 %   |
| Венгры         | 8              | 0,8 %   |
| Украинцы       | 3              | 0,3 %   |
| Татары         | 2              | 0,2 %   |

Родным языком назвали:
| Язык       | Кол-во человек | Процент |
| ---------- | -------------- | ------- |
| Румынский  | 941            | 92,7 %  |
| Немецкий   | 59             | 5,8 %   |
| Цыганский  | 8              | 0,8 %   |
| Венгерский | 7              | 0,7 %   |

Состав населения коммуны по вероисповеданию:
| Вероисповедание                      | Кол-во человек | Процент |
| ------------------------------------ | -------------- | ------- |
| Православные                         | 633            | 62,4 %  |
| Греко-католики                       | 296            | 29,2 %  |
| Лютеране (Аугсбургского исповедания) | 66             | 6,5 %   |
| Баптисты                             | 12             | 1,2 %   |
| Реформаты                            | 3              | 0,3 %   |
| Пятидесятники                        | 2              | 0,2 %   |
| Бретрены                             | 2              | 0,2 %   |
| Римо-католики                        | 1              | 0,1 %   |